# ジョン・ヴィーナー
ジョン・ヴィーナー（John Viener、1972年7月10日 - ）は、アメリカ合衆国の俳優。ニューヨーク州ニューヨーク出身。

## 出演作品
- テッド（アリックス）
- モダン・ファミリー シーズン3
- スピードMAX WILD MISSION